# Allan Lindberg
Allan Lindberg (21. června 1918 – 2. května 2004) byl švédský atlet, mistr Evropy ve skoku o tyči z roku 1946.
V roce 1948 startoval na olympiádě v Londýně, zde mezi tyčkaři obsadil dvanácté místo. Nejúspěšnější sezónou byl pro něj rok 1946 – zvítězil na mistrovství Evropy v Oslo ve skoku o tyči, současně si 20. září v Praze vytvořil osobní rekord výkonem 420 cm.